# Fuente Carreteros
Fuente Carreteros es una localidad y municipio de la provincia de Córdoba, España. Enclavado al oeste de la provincia, cerca del río Genil, limita con los municipios de Fuente Palmera y Palma del Río en Córdoba y Écija, en la provincia de Sevilla. Pertenece a la comarca del Valle Medio del Guadalquivir y a la Mancomunidad de la Vega del Guadalquivir, en la campiña cordobesa. Linda al sur con el término municipal de Écija y, a su vez, con la provincia de Sevilla, de tal forma que el límite provincial se encuentra a tan solo unos metros del pueblo. Se segregó en 2018 de la localidad de Fuente Palmera.
Su extensión superficial es de 9,26 km² y tiene una densidad de 119,44 hab/km². Sus coordenadas geográficas son 37º 40' N, 5º 09' O. Se encuentra situada a una altitud de 158 metros y a 50 kilómetros de la capital de provincia, Córdoba. Según el INE, la localidad tenía 1131 habitantes en 2019.

## Escudo
Cortado: 1º de plata, a la izquierda, una rama de olivo de sinople frutado de sable y una espiga de trigo de oro hojado de dos pasadas en sotuer, a la derecha, una mujer de plata bailando con una bufanda de gules y una goma de azur llevando en la mano de tres escarapelas de sinople, gules y oro, con seis estrellas de gules, 2º de plata, un carro antiguo tirado por bueyes, que se convertía en una fuente, de la que mana agua de azur. Al timbre, corona real antigua cerrada.

## Toponimia
El significado etimológico del nombre del pueblo deriva de una fuente ubicada en el mismo y ya  desaparecida que abastecía de agua a los carreteros procedentes de la sierra de Constantina (Sevilla) cargados de madera de castaño, que se dirigían a la vecina Écija (Sevilla). Con el tiempo, la fuente fue conocida como "la fuente de los Carreteros", hasta que se fundó como pueblo en 1767 por orden del rey Carlos III. Finalmente, el nombre quedó en "Fuente Carreteros".

## Historia

### Orígenes de la fundación de Fuente Carreteros y la colonización
En la época de la Ilustración y más concretamente en el reinado de Carlos III se sitúan las primeras raíces de los habitantes de Fuente Carreteros. Fue en 1761 cuando el rey Carlos III se interesa por unas tierras incultivables que hasta ese momento pertenecían a los cabildos ecijano y cordobés. Estas tierras habían sido ignoradas hasta por sus propietarios, ya que en ellas solo crecían matorrales, matojos, palmas, cardos borriqueros, etc., pero con posterioridad fueron motivo de diferentes conflictos.
El gobierno de Carlos III intentó tecnificar la agricultura para transformar las grandes propiedades en medianas, para que pudiesen ser explotadas ahora por una unidad familiar. Coadyuvaba una política novedosa que se basaba en repoblar tierras incultivables que estaban en poder de la corona, de la Iglesia o de las ciudades. Otro motivo fue el interés general por construir la carretera general de Andalucía ya que en algunos tramos por la que esta discurría era peligrosa. Se pensaba que poblando estos terrenos se gozaría de una mayor seguridad vial. Por estos motivos surgen las llamadas colonias, que son lugares donde se establecen personas procedentes de otros países o lugares diferentes poblándonos y cultivándolos, en las que Fuente Carreteros tuvo su origen y sus primeros vestigios. Estas nuevas poblaciones surgidas por la política ilustrada de Carlos III tuvieron su plasmación teórica en un fuero de población que salió a la luz pública por Real Cédula donde se pueden observar las diferentes características que tenían esas pequeñas poblaciones en las que tuvo su origen Fuente Carreteros. En esta amplia normativa se señalan datos relevantes para la convivencia de esas colonias, así se establecen las características de gobierno de las mismas, el número de personas que las constituyen, los instrumentos que se les daría a cada colono, cómo se organizaban religiosamente, las instituciones con las se debería contar, etc.

### Fuero recogido de los Archivos Municipales de Fuente Palmera
En 1771 Fuente Carreteros pertenecía a la colonia de Fuente Palmera, como aldea, junto con La Cañada del Rabadán, El Villar, La Ventilla, La Peñalosa, Villalón, La Herrería, Ochavillo del Río y Silillos.
Estas aldeas se crearon con el reparto de las tierras a los colonos que llegaron desde muy lejos para habitar las nuevas poblaciones creadas por Carlos III. Pero el reparto de las tierras a los primeros colonos que habitarían lo que hoy es Fuente Carreteros, no se hizo como estaba previsto y escrito en el Fuero de Población.
En el mencionado documento estaba escrito que el reparto de tierras se haría mediante suertes, como efectivamente se hizo, pero que a cada suerte le corresponderían 50 fanegas de tierra (que es lo que no se cumpliría). Como se puede observar en el siguiente párrafo.
(Párrafo sacado del Fuero de Población en el que se verifica lo anterior):
Este hecho fue denunciado por Pérez Valiente en su informe de 1789. También lo denunciaba el último Intendente, Pedro Polo de Alcocer, en sus memorias de las colonias: “Los colonos no habían recibido más que 28 fanegas. Ahora bien en nuestra colonia se entregaron dos suertes conocidas como Dotación Real”. También afirmaba que Quintillana de Andalucía fue el que corrompió esta exactitud, como también el orden directivo.
La distribución de la tierra hecha por Ampudias Valdés en 1771 consistió en que:
La suerte tipo queda reflejada como 28 fanegas de extensión. La suerte tipo del terreno en el trozo de Fuente Carreteros, fue un poco menor, más concretamente con 4 fanegas menos quedándose cada suerte con 24 fanegas. Esto último es lo que repercute a Fuente Carreteros ya que es una aldea de las más grandes en cuanto a población pero no en extensión del territorio.

### Problemas ante el asentamiento de los colonos
Según cuentan algunos de los ancianos de Fuente Carreteros, la apropiación y el asentamiento de tierras, por los colonos que habían venido desde tan lejos (Alemania, Italia, Suiza, Francia… ) trajeron consigo muchos enfrentamientos y revueltas entre los colonos que ocuparían estas tierras y los antiguos propietarios expropiados de los cabildos palmeño y ecijano.
En indagaciones realizadas sobre el tema a los habitantes de la localidad se recoge un comentario que ellos hacían al respecto:
“Mi abuelo me comentaba que los ecijanos y palmeños antes quemaban chozos y destrozaban las cosechas de los colonos”. De ello se deduce que los habitantes de ambas localidades estaban en contra de estos asentamientos. Los motivos por los que los ciudadanos de Palma del Río y Écija actuaron así fueron porque se quejaban de que nos se les había pedido opinión y tampoco le habían pedido sus terrenos, estos se tomaron sin que Olavide o cualquier otra autoridad les avisase.

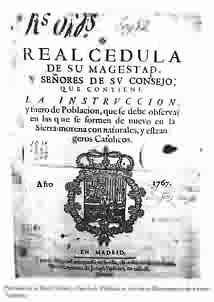
Real Cédula de 1767.

Las 2000 fanegas que se ocuparon, servían para que el ganado pastase y para que los horneros cogieran leña. También pensaron que estas tierras se podrían haber repartido a los pobres ecijanos, antes que colonizarlas. Fueron muchas las quejas que se llevaron a los ayuntamientos de las respectivas ciudades, estas al no ser solucionadas provocaron la ira en sus conciudadanos, provocando muchos altercados.
El asentamiento de los colonos tuvo pues muchos problemas, esos colonos que desde tan lejos vinieron a formar nuestras raíces y darnos nuestros apellidos, tuvieron que luchar y sufrir mucho para crear un lugar que ha sido y es el sustento de muchas familias humildes y luchadoras, ese lugar que tiene por nombre Fuente Carreteros.
De estos colonos nos viene la cualidad de luchadores que caracteriza a la unión de todos los habitantes de Fuente Carreteros. En 1769 quemaron muchos chozos a los colonos, se forzaron muchas puertas, se provocaron numerosos fuegos que arrasaron con el paisaje que allí estaba desde hacía muchos años. También se producían violencias, robos y muertes que desencadenaban en la mayoría de las ocasiones en la marcha de los colonos a sus lugares de origen. Todos estos altercados tenían nombre porque los hacían las manos de los ricos ganaderos de Écija y Palma del Río que preferían que estas tierras no fueran acaparadas por los colonos y dejarlas como estaban abandonadas. Pero esto no podía seguir así y la colonización de estas tierras tenía que seguir adelante. Para ello Pablo de Olavide quiso poner freno a ello y por tanto acordó y ordenó expedir una nueva Real Cédula por lo que se establecía: 

PRIMERO.- Que desde ahora en adelante, todo hurto, aunque sea el primero, cometido contra los colonos de las nuevas poblaciones con violencia en sus personas o en sus suertes, sea castigado con la pena de muerte.
SEGUNDO.- Que el hurto de ganados aun siendo el primero y sin violencia, tenga la pena de doscientos azotes y seis años de arsenales, aumentándose en las reincidencias hasta la ordinaria en horca por la tercera vez, habiendo en cada uno de los casos las pruebas legales correspondientes.
TERCERO.- En los fuegos aplicados de intento a las casas, barracas o suertes de los colonos, en sus cercas, plantíos labrados y aperos de labor, se pondrá también la pena ordinaria de muerte, además del resarcimiento del daño, bastando para la comprobación, las pruebas privilegiadas, como son, la declaración del robado siendo de buena fama, o acompañamiento de testigo, admículo o indicio vehemente.
CUARTO.- Asimismo declaró que si resultasen ser autores o cómplices de los fuegos, los pastores, dependientes o criados de algunos ganaderos o labradores u otras personas de Écija, o de otros pueblos comarcanos a las colonias, serán mancomunados sus amos en la paga del daño, sin perjuicio del castigo personal correspondiente, cuando fueron cómplices o instigadores los mismos amos.
Dada a San Lorenzo a 17 de octubre de 1769 YO EL REY.

En la aplicación de esta ley fueron ajusticiados muchos hombres en 1770 y con ella también se calmaron y ablandaron los ánimos, logrando poner fin al conflicto.

### Lugares de origen de los colonos
Gran parte de los apellidos de los vecinos de Fuente Carreteros (Bernete, Castell, Cuni, Dublino, Dugo, Morello, Rossi, Ruger, Tristell, Yamuza...) llegan de tierras muy lejanas y de familias humildes que vinieron desde muy lejos a poblar estos lugares desconocidos e ignorados por ellos. No se puede asegurar cuando llegaron los primeros colonos a nuestras tierras, aunque se cree que para el año 1768 ya había alguno en ellas.
La mayoría de estos colonos llegaron por la vía del Mediterráneo por el Puerto de Almería. La procedencia de estos colonos es del Centro de Europa, Principado de Salm, que se extiende de norte a sur de la frontera germano-francesa, Bélgica, Suiza, Reino de Saboya y Rosellón en Francia, de Italia y de España procedían de Valencia, de Cataluña, de Granada, de Azuaga (Badajoz) y de Fernán-Núñez (Córdoba) y de Écija (Sevilla).
Los primeros colonos que llegaron a la localidad procedían de Alemania e Italia. Estas remesas de colonos en la mayoría de los casos, constituían una familia, aunque también hubo solteros y algún viudo. Todos ellos traían consigo un oficio que los ayudaría a construir sus nuevas vidas en estos nuevos territorios. La mayoría de estas gentes eran labradores, aunque algunos de estos eran a su vez carpinteros, herreros, zapateros, albañiles y sastres.
1771 fue un año crucial para el asentamiento de los colonos ya que en este año por la conflictividad del proceso, se quedaron los que formaron las colonias, otros se marcharon, otros fueron expulsados y otros desertaron.
Principales nacionalidades y regiones de los colonos:
- Alemania
- Francia
- Bélgica
- Italia
- Suiza
- Antiguo Principado de Salm
- Rosellón
- Reino de Saboya
- Cataluña
- Valencia
- Badajoz
- Granada
- Córdoba

### Edad Contemporánea
Fuente Carreteros junto con las otras nuevas poblaciones que rodeaban a Écija, hacían frente a las acciones de los bandoleros. Es por esta razón por la que aparecen con frecuencia estos núcleos en los anales del bandolerismo hasta principios del siglo XIX. la localidad no era ajena a los problemas de Bandolerismo: caciquismo, conflictividad campesina e inestabilidad política que estaban a la orden del día.
Durante la Época de La Restauración, Fuente Carreteros junto con los restantes núcleos de La Colonia de Fuente Palmera se incorpora a los movimientos huelguísticos que afectan cíclicamente a la provincia. En 1882-1883, 1905 y sobre todo 1918-1920.
Pasada la Segunda República y a comienzos de la Guerra Civil, desde el 18 de julio hasta finales del mes de agosto cuando entraron las fuerzas nacionalistas en el pueblo, Fuente Carreteros fue controlado por el gobierno de la República.
En los años de la posguerra y de la etapa franquista, la localidad sufrió una gran emigración y muchos carretereños emigraron por cuestiones laborales a Cataluña, Comunidad Valenciana, Madrid, Islas Baleares y Países Centro Europeos.

## Monumentos y lugares de interés
- Iglesia de estilo neoclásico de Nuestra Señora de Guadalupe.
- Réplica de la fuente que dio nombre a la población.
- Monolito y estatua dedicados a la Danza de los Locos y al Baile del Oso.
- Mural de "El Guernica" de Picasso en la plaza de la Constitución (réplica).
- Pintura en honor al Baile de los Locos en calle Albuferas.
- Paseo y vista panorámica de El Cerro Galindo, desde el cual se observa una panorámica del pueblo y de la campiña cordobesa y sevillana.

## Clima
Posee un clima mediterráneo continentalizado, con influencias atlánticas. Los inviernos son suaves, aunque con algunas heladas y los veranos muy calurosos, con importantes oscilaciones térmicas diarias y temperaturas máximas, sobrepasándose todos los años los 40 °C en muchas ocasiones (44,7 °C el 11 de agosto de 2012). Las temperaturas veraniegas de la comarca sevillana de Écija y el todo el valle del Guadalquivir sobrepasan las temperaturas máximas de toda Europa. Aunque las mínimas son más frescas, la temperatura media es superior a los 27 °C en julio y agosto. Las precipitaciones se concentran entre los meses comprendidos de octubre a mayo, debido a la citada influencia atlántica, ya que se producen por la entrada de borrascas desde el oeste, y presenta una fuerte sequía estival, típica de los climas mediterráneos. Las lluvias anuales superan de media los 500 mm, aunque hay una importante irregularidad interanual.

## Administración política
| Legislatura | Nombre                      | Grupo           |
| ----------- | --------------------------- | --------------- |
| 1991-1999   | Juan Ramírez Pedrosa        | ADC             |
| 1999-2003   | Francisco Díaz Aguilar      | PSOE-A          |
| 2003-2007   | Juan Ramírez Pedrosa        | OLIVO           |
| 2007-2011   | Manuel Morales Cadierno     | PSOE-A          |
| 2011-2015   | José Manuel Pedrosa Portero | OLIVO           |
| 2015-2019   | José Manuel Pedrosa Portero | OLIVO           |
| 2019-2023   | José Manuel Pedrosa Portero | OLIVO           |
| 2023-Actual | Francisco Javier Gómez Díaz | Izquierda Unida |

## Demografía
| Gráfica de evolución demográfica de Fuente Carreteros entre 2021 y 2021                                             |
| |
| Población de derecho según los censos de población del INE Población de hecho según los censos de población del INE |

| Gráfica de evolución demográfica de Fuente Carreteros entre 2019 y 2023 |
|                                                                         |
| Población a 1 de enero según el padrón municipal del INE                |

## Economía
- Agricultura: cultivos de regadío en la vega y de secano en la zona de campiña (olivar, cereales, cítricos...)
- Otras: También tiene destacadas empresas dedicadas a la industria agroalimentaria y comercio.

## Fiestas y acontecimientos culturales
- Hogueras de Las Candelarias (2 de febrero).
- Día de Andalucía. Concurso de paellas durante toda la jornada.
- Semana del Mayor (última semana de marzo).
- Feria del Libro y Semana Cultural (variable entre mayo y junio).
- Carnaval.
- Semana Santa.
- Cruces de Mayo.
- La feria de agosto (en torno al 15 de agosto).
- 7 de marzo: día del aniversario de la creación de Entidad Local Autónoma.
- 28 de diciembre: día del Baile de los Locos y el Baile del Oso.

## Ciudades hermanadas
- Granollers, España